# Institut for Antropologi, Arkæologi og Lingvistik
På Institut for Antropologi, Arkæologi og Lingvistik ved Aarhus Universitet studerede man menneskets sociale og kulturelle liv fra det længste, man kommer bagud i historien og til i dag. På instituttet studeredes aspekter som materialitet, sprog, adfærd, selvopfattelse og kulturmøder i et komparativt perspektiv. Med det udgangspunkt forholdt forskningen sig til aktuelle samfundsspørgsmål. Instituttets findes ikke længere, men dets afdelinger hører pr. 1. januar 2011 under enten Institut for Kultur og Samfund (Antropologi og Arkæologi) eller Institut for Kommunikation og Kultur (Lingvistik) ved Aarhus Universitet.

## Fysiske rammer og historie
Instituttet var tidligere en del af Det Humanistiske Fakultet ved Aarhus Universitet. Det meste af instituttet lå dog fysisk ret langt fra resten af universitetet, syd for Århus ved Moesgård Museum.

## Afdelinger
Der var fem afdelinger på instituttet, der varetog både undervisning og forskning inden for hver sin faglige retning.
- Afdeling for Antropologi og Etnografi
- Afdeling for Forhistorisk Arkæologi
- Afdeling for Klassisk Arkæologi
- Afdeling for Middelalder- og Renæssancearkæologi
- Afdeling for Lingvistik